# Donald Wilson Baden-Powell
Donald Ferlys Wilson Baden-Powell (5 de octubre de 1897, Theberton Hall, Inglaterra - 11 de septiembre de 1973) fue un geólogo británico. Enseñó geología y arqueología del Paleolítico en la Universidad de Oxford. Es hijo de George Baden Powell y de Frances Wilson y sobrino del fundador del movimiento Scout, Robert Baden-Powell.

## Biografía
Donald, nació el 5 de octubre de 1897 en Theberton Hall, Inglaterra. Sus padres fueron George Baden-Powell, político que sirvió en el servicio colonial, y Frances Wilson.
Cuando el padre de Donald murió en 1898, su tío, Robert Baden-Powell, se convirtió en una especie de figura paterna. Estudiaría en el Eton College.
Donald (entonces de 9 años, demasiado joven para ser incluido en una patrulla) asistió al primer campamento Scouts experimental en la isla de Brownsea en agosto de 1907, como miembro del equipo organizador como ordenanza y un año después asistiría al campamento Scouts en Humshaugh en 1908.

## Un viaje de pesca con el tío Robert
En 1912, cuando tenía 14 años, Robert Baden-Powell, su tío, llevó a Donald (pagado por su madre) a un viaje combinado de vacaciones y pesca a Alemania y Noruega. Visitaron el zoológico de Hamburgo, donde un Zeppelin voló por encima. Tomaron un tren que luego fue trasladado desde Sassnitz en Alemania a Trollborg (hoy Trelleborg) en Suecia en el ferry, y de allí a Cristianía (hoy Oslo) a las 9 de la noche del 29 de agosto de 1912.
Visitaron dos barcos vikingos de 1100 años de antigüedad y luego tomaron el tren de la tarde a Atna. Cruzaron el río Glommer, cerca de Atna en ferry (ahora hay un puente de un solo carril) y pasaron la noche en un saeter (cabaña de troncos) de 300 años en Atneosen, en la orilla occidental.
Se quedaron en la pequeña granja llamada Finstad, 6 km al este de Atnbrua, durante 6 días, del 1 al 6 de septiembre de 1912, explorando y pescando en el río Atna. El 10 de diciembre estaban de regreso en Christiania (Oslo), donde observaron las maniobras otoñales de los reservistas y voluntarios, y navegaron de regreso a Gran Bretaña en el "Eskimo", pasando una flota de arrastreros Hull en el Dogger Bank.  
El costo total del viaje fue de £ 51 6 chelines 4 peniques. Los gastos en Noruega eran £ 23 9 chelines 4 peniques = 427 coronas en ese momento.

## Vida posterior
Al salir de la escuela, Donald se incorporó y fue nombrado subteniente en la RNAS en enero de 1916; luego fue transferido para convertirse en segundo teniente en la Brigada de Fusileros 1917-18, y fue herido en diciembre de 1917. En 1919 Donald se uniría al Oriel College de la Universidad de Oxford, de donde se graduó como BA en 1922, obteniendo más tarde una Maestría en Artes (1925) y una Licenciatura en Ciencias (1926) en la misma universidad.
dedicó su vida a los estudios del Período Cuaternario, trabajando como investigador honorario en el Departamento de Geología. Aunque participó en las tareas de dar conferencias y enseñar, no ocupó ningún cargo oficial en la Universidad ni en el Departamento hasta 1958 cuando se le creó el puesto de Profesor de Arqueología Prehistórica; sus medios privados le permitieron concentrarse en la investigación y la escritura, y emprender expediciones y viajes. También fue solicitado con frecuencia como líder de expediciones de campo, especialmente en East Anglia, donde tenía muchos vínculos.

## Familia
Se casó con Muriel Jane Thomson Duncan († 16 de diciembre de 1967) el 25 de octubre de 1924. Donald y Jane tuvieron dos hijos, David Duncan Baden-Powell (1926-1939) y Francis Robert Baden-Powell (n. 16 de septiembre de 1929). En 1975, Francis estableció el Centro de Investigación Cuaternaria Donald Baden-Powell en Oxford .